# Crise de la fin du Moyen Âge
 (juillet 2012).
Si vous disposez d'ouvrages ou d'articles de référence ou si vous connaissez des sites web de qualité traitant du thème abordé ici, merci de compléter l'article en donnant les références utiles à sa vérifiabilité et en les liant à la section « Notes et références ».
La crise de la fin du Moyen Âge (ou « grande dépression médiévale », selon l'expression de l'historien Guy Bois) désigne une série de bouleversements économiques, sociaux, politiques et religieux qui ont affecté l'Europe entre le XIIIe et le XVe siècle, marquant la transition vers l'époque moderne, et donc la fin progressive du Moyen Âge.
Cette période est marquée par des facteurs de crise entremêlés, tels que les mauvaises récoltes, les famines, la peste noire et les différentes phases de la Guerre de Cent Ans, qui ont exacerbé la fragilité du système féodal.
La crise économique féodale a fait s'accroître un ensemble de tensions sociales, de révoltes, et, en réponse à ces crispations, un renforcement des structures de pouvoir étatique. Parallèlement, le Grand Schisme d'Occident a affaibli l'autorité de l'Église catholique, contribuant à une crise religieuse et institutionnelle, qui facilite également l'affirmation des États.

## La crise économique
À la fin du XIIIe siècle, l'Europe atteint les limites du mode de production féodal ; il est de plus en plus difficile d'équilibrer la production alimentaire et la demande de la population. Ainsi au XIVe siècle, cet équilibre précaire est rompu et une crise générale naît en Europe. Du point de vue historiographique, cette crise du XIVe siècle est considérée comme la mort du Moyen Âge et la naissance des États modernes. En Europe occidentale se forme la société dite d'Ancien Régime, caractérisée par le passage d'une économie féodale au capitalisme, une société d'ordres et des monarchies autoritaires devenant des monarchies absolues. La féodalité évolue mais ne disparaît pas avant le XIXe siècle.
En Angleterre, les changements prennent une dimension particulière, en permettant l'émergence d'une puissante bourgeoisie d'affaires innovante dans le commerce et l'industrie, lui donnant une avance certaine sur les autres pays européens. Il convient de préciser que la crise est longue, complexe et qu'elle affecte tous les aspects du Moyen Âge (économiques, sociaux, politiques et culturels) sans pour autant concerner un seul de ces aspects, il s'agit de phénomènes interdépendants. La crise est globale au XIVe siècle. Au XVe siècle, on peut parler d'une amélioration économique et démographique, alors que les crises politique et sociale continuent.
Une des causes probables de la crise agraire prend racine dans la diminution de la production céréalière, due à une succession de mauvaises conditions climatiques (sécheresses, pluies hors de saison, épuisement du terrain…). À partir de 1301, on commence à parler des « mauvaises années ».
Les famines que connaît l'Occident à la fin du Moyen Âge résultent d'une crise structurelle bien étudiée. Elles peuvent résulter des crises de cherté, le plus souvent dues à de mauvaises récoltes, des troubles politiques ou guerriers, ou encore de désorganisation de l'économie due à la peste noire, souvent d'une combinaison de tous ces facteurs.

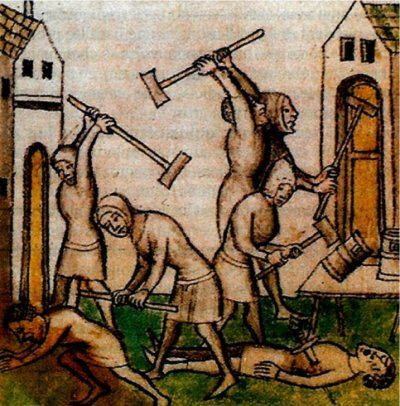
La révolte des Maillotins à Paris, miniature d'une chronique française anonyme, XVe siècle.

De 1314 à 1317, sur une période qui coïncide avec le court règne de Louis X de France, on a par exemple une série d'années froides et pluvieuses caractéristiques, qui culmine avec la famine de pluie de 1315, récoltes inférieures de jusqu'à 50 % à l'année commune. La population meurt de faim ou d'épidémies corrélatives, qui fleurissent sur la faim. C'est une famine climatique pure en ce sens qu'il n'y pas de problèmes politiques ou guerriers majeurs en cet an. Les années 1340 sont aussi très intéressantes, en cela que ce sont celles de la peste Noire de 1348. C'est une décennie très pluvieuse et froide, il y a déficit des grains et famine corrélative due à des pluies diluviennes. Quant à l'année de la peste elle-même, elle marque la fin d'une période très pluvieuse et froide.
Jusque vers 1380, diverses années sont déficitaires en grains en raison du climat froid et humide, citons notamment les famines bien avérées en 1351 et 1360 (échaudeuses par exceptions), en 1363-1364 (grand hiver), en 1369-1370 et une grande en 1374, due en partie à la désorganisation de l'économie après la peste, famines de pluies et de mauvais temps. Une mauvaise récolte aussi en 1382, génératrice de la Révolte des Maillotins. Le XIVe siècle est donc souvent marqué par des épisodes froids et pluvieux et les famines corrélatives, argument qui a permis de justifier, pour divers historiens, son appartenance au petit âge glaciaire.

## La peste noire
L'ensemble des nombreuses épidémies dont souffre l’Europe au XIVe siècle est connue sous le vocable commun de « Peste noire ». En fait, bien que l’on soupçonne qu’il s’agisse d’un ensemble de maladies bactériennes – généralement des variantes de la peste pneumonique ou pulmonaire, comme la peste bubonique et la peste septicémique ; peut-être également de l’anthrax staphylococcique – qui sévissent conjointement, il n’existe pas d’explication définitive. Ces maladies arrivent d’Orient, véhiculées par les rats qui se trouvent à bord des navires ; on en parle pour la première fois en 1348. La peste prend son nom d’un de ses plus terribles symptômes : des ganglions, appelés bubons, d’aspect noirâtre qui, s’ils crèvent, suppurent du sang et du pus. Les autres symptômes sont : une forte fièvre, des maux de tête, des frissons et des vertiges. La plupart des personnes infectées meurent au bout de 48 heures mais certains en guérissent et s'en trouvent immunisés.
Apparue dans les zones côtières, la peste se répand rapidement dans toute l’Europe, touchant plus particulièrement les blessés des guerres ininterrompues et les plus pauvres et mal nourris.

## La crise sociale
La « masse sociale » est celle qui rencontre le plus de difficultés, incapable de surmonter les pénuries et la hausse des prix. La réaction la plus commune est le désespoir, provoquant soit des désordres sociaux soit le refuge dans la religion. L’ambiance générale est très tendue, les différentes strates sociales prennent conscience de leur identité et luttent férocement entre elles. D’un côté nous avons les problèmes ethnico-religieux et de l’autre ces luttes entre communautés. Les puissants, qui souffrent aussi des rigueurs de la crise, profitent des circonstances pour renforcer leur position dans la société et accroître encore plus la pression qu’ils exercent sur les groupes sans défense. Pour cela ils déterrent de vieilles coutumes féodales, abandonnées car étant trop dures : c’est ce que l’on désigne comme « mauvaises coutumes seigneuriales ».
En règle générale, on attribue tous les maux à quelque châtiment divin, comme si les Quatre Cavaliers de l'Apocalypse s'étaient abattus sur Terre, exacerbant ainsi la religiosité populaire, la superstition et le fanatisme. D’une part, prolifèrent les rogations, messes et processions de flagellants ; d’autre part, se développe une tendance à se réfugier dans le transcendant, à la quête de nouvelles réponses, se défiant de l’Église. Le cas le plus extrême est la perte de toute confiance envers la religion même : la récupération de l’idée du Carpe diem, fidèlement reproduite dans le Décaméron de Boccace. Curieusement, ces deux conceptions (le repentir et la méfiance envers l’Église) finissent par s’unir – après réflexion théologique – au sein de la future Réforme protestante.
De manière générale, les explications superstitieuses et pleines de préjugés dominent, comme celle qui, par exemple, assure qu’une comète a empoisonné l’air. En particulier, la plus grande partie de la population accuse les minorités non chrétiennes, surtout juives.

## La période de la Guerre de Cent Ans

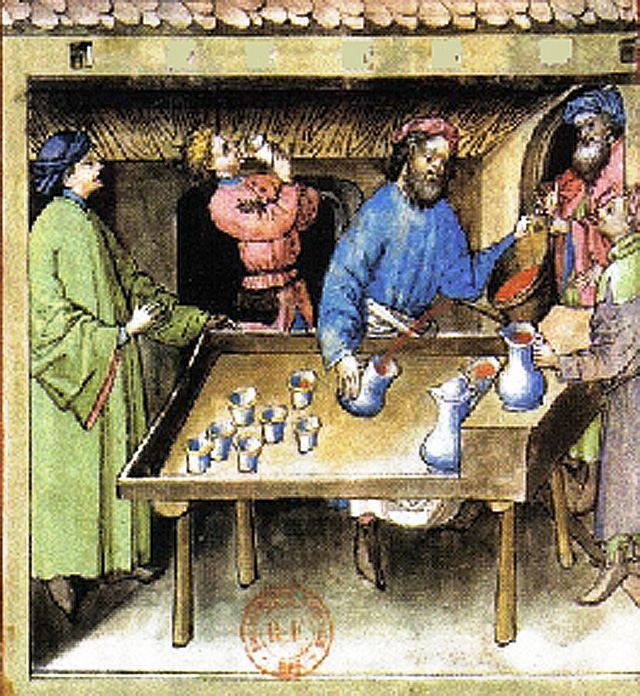
Marchand de vin rouge, Tacuinum sanitatis, XVe siècle.

La Guerre de Cent Ans couvre une période de 116 ans (1337 à 1453) de conflits en France pendant laquelle s’affrontent deux dynasties, les Plantagenêts et la Maison capétienne de Valois, lors de nombreux conflits, entrecoupés de trêves plus ou moins longues.
Sous l’effet des progrès des techniques agraires et des défrichements, la population s’accroît en Occident depuis le Xe siècle, on franchit un seuil qui dépasse les capacités de productions agricoles dans certaines zones d’Europe dès la fin du XIIIe siècle. Avec le jeu des partages successoraux, les parcelles se réduisent. Certaines régions, comme les Flandres, sont en surpopulation et essaient de gagner des terres cultivables sur la mer ; néanmoins, pour couvrir leurs besoins, elles optent pour une économie de commerce permettant d’importer les denrées agricoles. La population rurale s’appauvrit, le prix des produits agricoles baisse et les revenus fiscaux de la noblesse diminuent alors que la pression fiscale augmente et donc les tensions avec la population rurale. Beaucoup de paysans tentent donc leur chance comme saisonniers dans les villes pour des salaires très faibles, engendrant aussi des tensions sociales en milieu urbain. Le refroidissement climatique provoque de mauvaises récoltes qui se traduisent, avec la pression démographique, en famines (alors qu'elles avaient disparu depuis le XIIe siècle). L'essor des villes accroît ce déficit et le ravitaillement doit être assuré par un commerce à plus ou moins longue distance. D'autre part, des consommateurs au niveau de vie plus élevé grâce à la prospérité générale, réclament une nourriture plus abondante et plus variée : la mode de boire du vin se répand largement dans la noblesse ; pour toutes les classes de la société, le compaganagium (l'accompagnement du pain) devient plus abondant et plus riche. L'enrichissement de la société et les nouvelles demandes en produits à plus forte valeur ajoutée poussent les paysans à diversifier leurs productions. Le vignoble se développe avec la demande : ceux du nord et de l'est de la France augmentent leur production. Les souverains anglais, qui ne possèdent sur le continent que la Guyenne, y font croître le vignoble ; au même moment, les ducs de Bourgogne encouragent la production et l'exportation des vins de Beaune. Cette diversification de l'agriculture accroît le déficit en produits de base dans l'alimentation de l'époque. La noblesse doit compenser la diminution de ses revenus fonciers et la guerre en est un excellent moyen grâce aux rançons perçues après capture d’un adversaire, au pillage et à l’augmentation des impôts justifiée par la guerre. La noblesse, et plus particulièrement la noblesse anglaise dont les revenus fonciers sont plus touchés, adopte donc un comportement belliciste. En France, le roi Philippe VI doit renflouer les caisses de l'État et une guerre permet de lever des impôts exceptionnels.

## Grand Schisme d’Occident
On appelle Grand Schisme d’Occident (ou Grand Schisme) la crise pontificale qui touche le catholicisme au tournant des XIVe et XVe siècles (1378-1417), divisant pendant quarante ans la chrétienté catholique en deux obédiences. Cette crise survient en Europe en pleine guerre de Cent Ans, à la faveur des transformations d'un système féodal qui ne répond plus aux besoins d'une société en pleine mutation. En effet, l'Église n'a plus le rôle culturel et social qui était le sien au début du Moyen Âge et qui l'avait rendue indispensable à l'exercice du pouvoir. Au Moyen Âge tardif, les mutations économiques induisent la création d'États modernes que l'Église n'a plus les moyens d'assujettir culturellement. Sur le terrain politique, cela se traduit par l'affrontement du roi de France Philippe le Bel et du pape Boniface VIII qui cherchent à affirmer la primauté absolue de leur pouvoir. Ces tensions et conflits aboutissent dans un premier temps à l'installation de la papauté à Avignon puis, en 1378, au Grand Schisme. Celui-ci, inscrit dans une crise profonde du sentiment et de la pensée religieuse, est marqué par deux successions pontificales simultanées, l'une à Rome et l'autre à Avignon (dont le tenant en titre est qualifié d'antipape).